# 扎瓦季夫 (亞沃里夫區)
50°3′38″N 23°23′33″E / 50.06056°N 23.39250°E
扎瓦季夫（烏克蘭語：Завадів），是烏克蘭的村落，位於該國西部利沃夫州，由亞沃里夫區負責管轄，始建於1420年，面積2.05平方公里，海拔高度235米，2001年該村落人口1,261。